# Station Bourg-Bruche
Station Bourg-Bruche is een spoorwegstation in de Franse gemeente Bourg-Bruche.